# Laurence Kaye

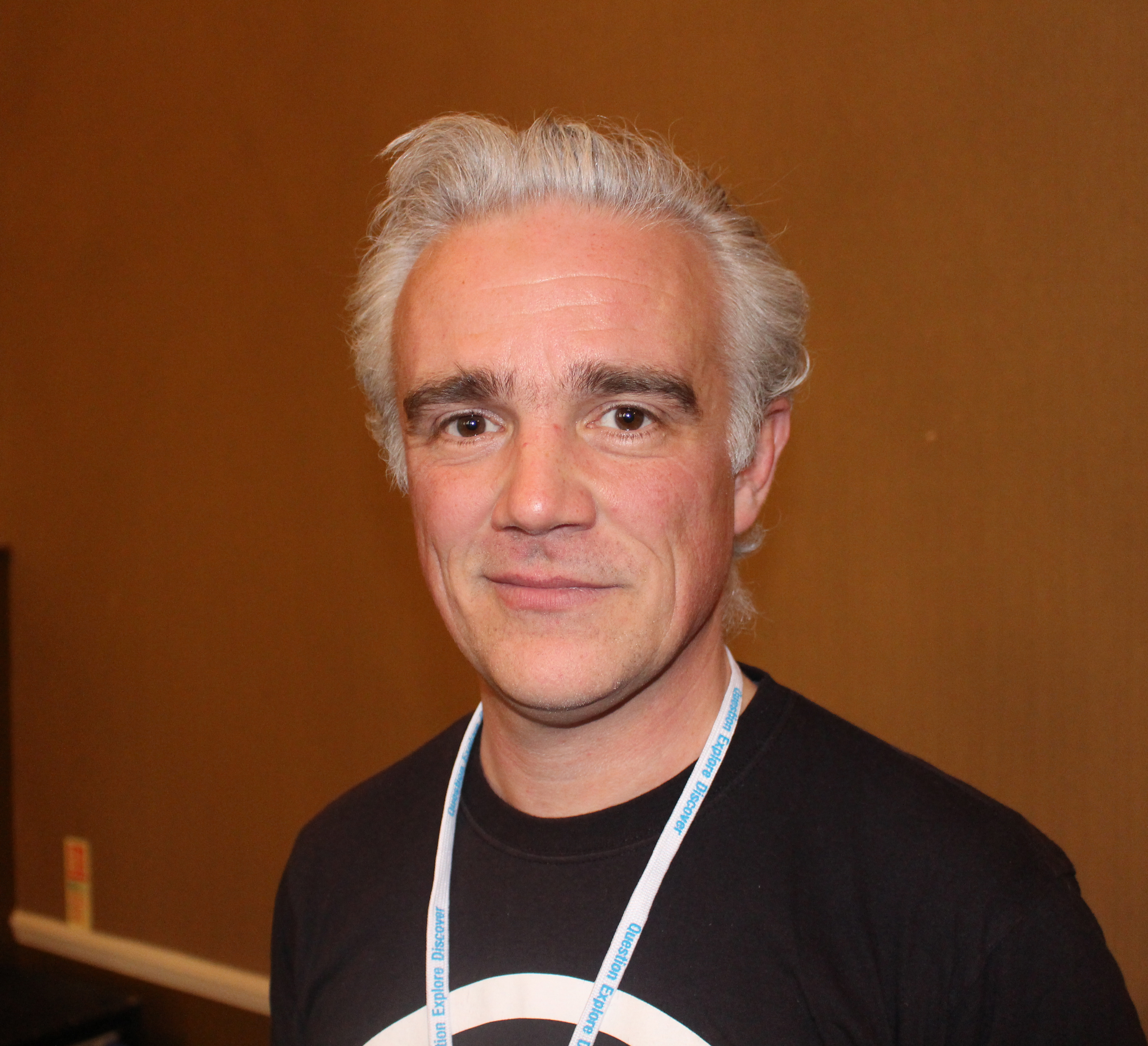
Laurence Kaye (2014)

Laurence „Loz“ Kaye (* 27. August 1970 in Manchester) ist ein britischer Politiker. Er war vom 26. September 2010 bis zum 9. Mai 2015 Vorsitzender der Pirate Party UK (PPUK), der britischen Piratenpartei. Er folgte in diesem Amt dem Gründungsvorsitzenden der Partei Andrew Robinson, der kurz zuvor von seinem Amt zurückgetreten war.
Seinen Lebensunterhalt verdient Kaye seit 1994 hauptsächlich als freischaffender Musicalregisseur, Komponist und Sound Designer im Theaterbereich, und ist ferner in diesem Bereich als Lehrer tätig.
In jungen Jahren engagierte er sich in der Labour Party, aus der er 1993 austrat. Bei den Kommunalwahlen 2012 kandidierte Kaye im Wahlkreis Manchester-Bradford und erreichte mit 127 Stimmen bzw. 5,2 % das beste Resultat seiner Partei bei einer Wahl.
Bei der Unterhauswahl im Mai 2015 holte die Pirate Party unter Kaye lediglich rund 1100 Wählerstimmen und damit unter 0,1 Prozent. Er trat zwei Tage nach der Wahl vom Parteivorsitz zurück, um sich auf seine politischen Tätigkeiten in Manchester zu konzentrieren.